# You Need Me, I Don't Need You
«You Need Me, I Don't Need You» (o simplemente «You Need Me») es una canción del cantante y compositor británico Ed Sheeran. Fue lanzado como el segundo sencillo de su primer álbum de estudio, +, y fue lanzado el 26 de agosto de 2011 en el Reino Unido.
La canción fue originalmente lanzada en el You Need Me EP en 2009. La nueva versión de "You Need Me, I Do not Need You" fue regrabada con un ritmo más pesado, y alcanzó el número 4 En el Reino Unido Singles Chart. Fue certificado Oro por la Industria Fonográfica Británica ´por 400 000 copias.

## Antecedentes
Durante su presentación en la tienda de BBC Introducing en el Festival de Glastonbury 2011, Sheeran reveló que You Need Me, I Don't Need You sería su segundo sencillo. El sencillo se estrenó en la Radio 1 de BBC como "la canción más caliente de Zane Lowe en el mundo" el 6 de julio de 2011. Él presentó la canción para el canal de YouTube de SBTV, en el cual él hizo una presentación entera, pista de acompañamiento incluida, en apenas 5 minutos usando un pedal de la guitarra y del lazo. Esta versión incluyó letras de la prima de Sheeran, Alonestar (Jethro Sheeran) - y el grupo de reggae LaidBlak, pero el lanzamiento oficial único en 2011 incluía sólo letras escritas por Ed Sheeran.

## Composición
Según la partitura publicada por EMI Music Publishing, You Need Me, I Do not Need You está escrito en la llave de E minor; Las voces de Sheeran van desde la nota de D3 a G4. La instrumentación es proporcionada por la guitarra, el piano y la voz. La canción incorpora la sonoridad de R&B.

## Recepción de la crítica
Escribiendo para The Star-Ledger, Tris McCall describió "You Need Me, I Do not Need You" como un frenético rasgueado, beso verbal, y el clímax de +." Lewis Corner de Digital Spy dio un 4/5 a la canción, diciendo:
"Yo canto, escribo mi propia melodía / Y escribo mi propio verso, infierno / No necesito a otro músico para hacer vender la melodía", él canta-habla sobre un ritmo acústico de hip-hop completo con riff de guitarra cabeza-nodding - marcando una rápida salida de la sacarina, cantante-compositor de sonido de su corazón-tirando debut. 'Dicen que estoy en el ascensor', bromea con convicción, diciendo: 'Sabemos que eres un verdadero artista ahora, pero no hay necesidad de ser engreído !'

## Vídeo musical
Un vídeo musical para acompañar el lanzamiento de "You Need Me, I Do not Need You" fue lanzado por primera vez en YouTube el 19 de julio de 2011. El vídeo musical fue dirigido por Emil Nava. Cuenta con la aparición del actor Matthew Morgan.

## Formatos y remezclas
- Descarga digital / CD

| N.º | Título                                                   | Duración |  |
| 1.  | «You Need Me, I Don't Need You»                          | 3:40     |  |
| 2.  | «You Need Me, I Don't Need You» (Live Ustream Version)   | 6:51     |  |
| 3.  | «You Need Me, I Don't Need You» (con Wretch 32 & Devlin) | 3:03     |  |
| 4.  | «You Need Me, I Don't Need You» (Loadstar Remix)         | 5:01     |  |
| 5.  | «You Need Me, I Don't Need You» (Gemini Remix)           | 4:30     |  |

- CD alternativo

| N.º | Título                                                   | Duración |  |
| 1.  | «You Need Me, I Don't Need You»                          | 3:40     |  |
| 2.  | «You Need Me, I Don't Need You» (con Wretch 32 & Devlin) | 3:03     |  |
| 3.  | «You Need Me, I Don't Need You» (Live Ustream Version)   | 6:51     |  |
| 4.  | «You Need Me, I Don't Need You» (Loadstar Remix)         | 5:01     |  |
| 5.  | «You Need Me, I Don't Need You» (Culprate Remix)         | 4:02     |  |

- 7 Vinilo

| N.º | Título                                             | Duración |  |
| 1.  | «You Need Me, I Don't Need You»                    | 3:40     |  |
| 2.  | «You Need Me, I Don't Need You» (Acoustic Version) | 4:18     |  |

## Posicionamiento en listas

### Semanales
| Australia    | Australian Singles Chart | 74 |
| Bélgica (Fl) | Ultratip                 | 11 |
| Bélgica (W)  | Ultratip                 | 8  |
| Escocia      | Scottish Singles Chart   | 5  |
| Irlanda      | Irish Singles Chart'     | 19 |
| Reino Unido  | UK Singles Chart         | 4  |

### Certificaciones
| País        | Organismo certificador | Certificación | Ventas certificadas | Ref.  |
| ----------- | ---------------------- | ------------- | ------------------- | ----- |
| Reino Unido | BPI                    | Oro           | 400 000             | [ 1 ] |